# MELLOW MELLOW
MELLOW MELLOW（メロウメロウ）は、日本のボーカル＆ダンスユニット。2018年6月20日に「マジックランデブー」でメジャーデビュー。「メロウなメロディ、メロウなソウル、メロウなサウンドを、全世界のみんなに感じて、味わって欲しい」という思いを込めて、2017年10月2日に結成された。SENA・MAMI・HINAによる3人構成。ライブで魅せる高いパフォーマンスはUtaTen主催「銀座アイドル歌謡祭」にてベストパフォーマンス賞を受賞するなど、今最も注目を集める次世代ニューカマーアーティスト。SENA・MAMIはアイドルグループさんみゅ〜としても活動していた。

## メンバー
SENA（セナ）　
鹿児島出身。メンバーの中心的存在。バラードからアップテンポの楽曲まで歌いこなすマルチシンガー。
MAMI（マミ）　
大阪出身。関西仕込みの鋭いツッコミと、見た目から想像できない芯のあるボーカルを武器に「意外性」で魅せるアーティスト。
HINA（ヒナ）　
愛知出身。優しい歌声とは裏腹にキレのあるダンスが特徴の天然キャラ。日本けん玉協会公認の「けん玉ガール」の一面を持つ。

## マスコットキャラクター
くまメロ
2017年12月6日生まれ。出身は東京の二子玉川で、好きな食べ物はすき焼き。「ガールズアワー」の作品にて初お披露目。身長は2m以上とかなり長身のパープル色の熊。（通称：くまメロ）ライブ会場に度々登場し、メンバーと一緒にステージで会場を盛り上げる。（座るか寝ているだけ）

## 制作陣
渡辺省二郎
数々の著名アーティストのレコーディングやミックスを担当する日本屈指のエンジニア。今までに手掛けたアーティストは数知れず。近年では旋風を巻き起こした星野源のサウンド面を全般担当するなど、確かな音を提供する。
振付稼業air:man
CMの振付を中心に、コンサート、ライブ、映画、PV など様々な分野の振付をメンバーで手掛けている。複数人数で手掛ける振付ユニットは業界初。2008年には「世界三大広告賞」と言われるコンクールの「カンヌ国際広告祭」、「クリオ賞」、「One Show」グランプリをそれぞれ受賞した振付ユニット。
KASICO
グラフィックデザイナー / アートディレクター。POP でグラフィカルな作風を得意とし、音楽や広告、ガールズカルチャーのクリエイティブを中心にグラフィック、イラスト、映像、アニメーションなどを用いてビジュアル表現を行う。国内外問わず、企業やアーティストとのコラボレーションを手がける。

## 略歴
2017年
10月2日　MELLOW MELLOW始動。ヴィジュアルの公開とシングル「ガールズアワー」のリリースを発表。
11月25日　タワーレコード池袋店にて初お披露目。
12月6日　インディーズシングル「ガールズアワー」リリース。
12月9日　「I BLUE presents ガールズアワー」と題し、渋谷Gladにて自主企画イベントを開催。CYNHN、MCperoと共演。
2018年
4月27日　「MELLOW MELLOWフリーライブ〜Magic Rendezvous〜」と題し、ヤマハ銀座スタジオにて開催した主催ライブでメジャーデビューを発表。
5月12日　UtaTen主催「銀座アイドル歌謡祭」にてベストパフォーマンス賞を受賞。
5月23日　NACK5の「ラジオのアナ〜ラジアナ〜」にSENA、MAMIが生出演。
6月6日　西川口HEARTSで開催された「NACK5 30th ANNIVERSARY THANKS LIVE!!! ラジオのファンタジーパンツ」に出演。
6月18日　ニッポン放送の6月度最優秀新人を受賞。
6月20日　テイチクエンタテインメント I BLUEレーベルより「マジックランデブー」をリリースしメジャーデビュー。
6月24日　TOKYO FM HALLで開催されたIDOL Pop'n Partyに出演。
6月29日　「MELLOW MELLOW 3MAN LIVE 〜Girls Hour〜」と題し、ヤマハ銀座スタジオでの主催ライブでCYNHN、校庭カメラガールドライとの3マンライブを開催。
7月5日　CUTUP STUDIOにて行われた『南波一海のアイドル三十六房』に生出演。
7月26日　ラジオ日本の「60TRY部(ロクマルトライブ)」にHINAが生出演。
10月21日　初台Doorsで開催されたライブにて2ndシングルリリースを発表。
12月4日　タワーレコード新宿店アイドル企画「NO MUSIC, NO IDOL?」 vol.187 としてポスターに登場、全国15店舗に展開。
12月6日　南波一海のアイドル三十六房 12月度アシスタントとしてHINAが出演。
12月19日　2ndシングル「君にタップ」発売。タワーレコード渋谷店限定でHINAソロバージョンを販売。
12月28日　石ノ森章太郎生誕80周年イベントのアンバサダーに就任。
2019年
2月23日　銀座ヤマハスタジオにて4/10発売となる新曲「Dear My Star」を初披露。
7月16日　渋谷O-CRESTにて定期ライブを開始
8月3日　TOKYO IDOL FESTIVAL 2019 に初出演。「この指グランプリ～歌うま選手権」に参加した4名によって「Dear My Star」をグランドフィナーレにて披露。
2025年
6月、解散ラストライブ（予定）。

## 作品
《シングル》
●インディーズ
|   | タイトル       | 発売日        | 規格品番                 | 収録曲                              | 形態    | 備考                                  |
| - | -------------- | ------------- | ------------------------ | ----------------------------------- | ------- | ------------------------------------- |
| 1 | ガールズアワー | 2017年12月6日 | XQBZ-91008（初回限定盤） | 1. ガールズアワー 2. マイストーリー | CD＋DVD | ガールズアワーMusicVideo&特典映像付き |
| 1 | ガールズアワー | 2017年12月6日 | XQBZ-1038（通常版）      | 1. ガールズアワー 2. マイストーリー | CD      | ー                                    |

●メジャー
|   | タイトル           | 発売日         | 規格品番                | 収録曲                                                 | 形態    | 備考                                                                             |
| - | ------------------ | -------------- | ----------------------- | ------------------------------------------------------ | ------- | -------------------------------------------------------------------------------- |
| 1 | マジックランデブー | 2018年6月20日  | TECI-625（初回限定盤A） | 1. マジックランデブー 2. グレフル                      | CD＋DVD | マジックランデブー MusicVideo&グレフル、ガールズアワー 振付動画付き              |
| 1 | マジックランデブー | 2018年6月20日  | TECI-626（初回限定盤B） | 1. マジックランデブー 2. シュガシュガ                  | CD＋DVD | MELLOW MELLOW フリーライブ〜Magic Rendezvous〜 LIVE映像付き                      |
| 1 | マジックランデブー | 2018年6月20日  | TECI-627（通常版）      | 1. マジックランデブー 2. グレフル 3. シュガシュガ      | CD      | ー                                                                               |
| 2 | 君にタップ         | 2018年12月19日 | TECI-644（初回限定盤A） | 1. 君にタップ 2. アテンションガール 3. Way To Tomorrow | CD＋DVD | 「君にタップ」Music Video & メイキング、他                                       |
| 2 | 君にタップ         | 2018年12月19日 | TECI-645（通常盤A）     | 1. 君にタップ 2. アテンションガール                    | CD      | ー                                                                               |
| 2 | 君にタップ         | 2018年12月19日 | TECI-646（通常盤B）     | 1. 君にタップ 2. Way To Tomorrow                       | CD      | ー                                                                               |
| 3 | Dear My Star       | 2019年4月10日  | TECI-659（初回限定盤）  | 1. Dear My Star 2. Hit Me Love 3. Trap or Love         | CD      | ー                                                                               |
| 3 | Dear My Star       | 2019年4月10日  | TECI-660（通常盤A）     | 1. Dear My Star 2. Hit Me Love                         | CD      | ー                                                                               |
| 3 | Dear My Star       | 2019年4月10日  | TECI-661（通常盤B）     | 1. Dear My Star 2. Trap or Love                        | CD      | ー                                                                               |
| 4 | WANING MOON        | 2019年10月2日  | TECI-695（初回限定盤）  | 1. WANING MOON 2. Groovy Journey!                      | CD＋DVD | 「WANING MOON」Music Video & メイキング & MELLOW MELLOW 定期ライブ#2ダイジェスト |
| 4 | WANING MOON        | 2019年10月2日  | TECI-696（通常盤）      | 1. WANING MOON 2. Groovy Journey!                      | CD      | ー                                                                               |
| 5 | 最高傑作           | 2020年7月29日  | TECI-728（初回限定盤A） | 1. 最高傑作 2. メインストリートは朝7時                 | CD＋DVD | 「最高傑作」Music Video & MVメイキング〜その1〜                                  |
| 5 | 最高傑作           | 2020年7月29日  | TECI-729（初回限定盤B） | 1. 最高傑作 2. メインストリートは朝7時                 | CD＋DVD | MVメイキング〜その2〜                                                            |
| 5 | 最高傑作           | 2020年7月29日  | TECI-730（通常盤）      | 1. 最高傑作 2. メインストリートは朝7時                 | CD      | ー                                                                               |